# ピエール・ベジェ
ピエール・ベジェ（Pierre Bézier, 1910年9月1日 - 1999年11月25日）はフランスの工学者で、現在CADやコンピュータグラフィックスのシステムに用いられているベジェ曲線、ベジェ曲面の考案者である。

## 経歴
ベジェはパリで生まれ、1930年に国立高等工芸学校から機械工学の学位を受けた。1931年には高等電気学校で電子工学の修士号を、1977年にはパリ大学で工学の博士号を取得した。
1933年から1975年までルノーで働き、UNISURFというCAD、CAMのシステムを開発した。
1968年から1979年まで、フランス国立工芸院の教授を務めた。
1985年には、コンピュータグラフィックスとインタラクティブ技術への長年の貢献を称えて、ACM SIGGRAPHよりスティーブン・A・クーンズ賞が授与された。